# Chantal Hanová
Marie Antoinette Estrelle Chantal Han , (* 26. července 1966 Amsterdam, Nizozemsko) je bývalá reprezentantka Nizozemska v judu.

## Sportovní kariéra
V nizozemské seniorské reprezentaci se pohybovala od 16 let. Je jednou z nejmladších držitelek evropské medaile. V roce 1992 se účastnila olympijských her v Barceloně, ale vypadla v prvním kole. Je vdaná za bývalého judistu Roba Hennevelda. Žije v Maassluisi.

## Výsledky
| Turnaj             | 1982             | 1983             | 1984             | 1985             | 1986         | 1987         | 1988         | 1989         | 1990         | 1991         | 1992         |
| Turnaj             | 16               | 17               | 18               | 19               | 20           | 21           | 22           | 23           | 24           | 25           | 26           |
| Turnaj             | polostřední váha | polostřední váha | polostřední váha | polostřední váha | střední váha | střední váha | střední váha | střední váha | střední váha | střední váha | střední váha |
| ------------------ | ---------------- | ---------------- | ---------------- | ---------------- | ------------ | ------------ | ------------ | ------------ | ------------ | ------------ | ------------ |
| Olympijské hry     |                  |                  |                  |                  |              |              |              |              |              |              | úč.          |
| Mistrovství světa  | 7.               |                  | 2.               |                  | —            | 5.           |              | 5.           |              | úč.          |              |
| Mistrovství Evropy | 2.               | 5.               | 5.               | úč.              | —            | 1.           | ?            | 5.           | úč.          | 3.           | —            |